# ティン・カップ
『ティン・カップ』（Tin Cup）は、1996年に公開されたアメリカ映画。

## ストーリー
「ティン･カップ」という愛称を持つ、プロゴルファーのロイ。彼はゴルフの素晴らしい才能を持っていたが、大胆な賭けを望むその性格が災いして、現在は地位も財産も失い、落ちぶれた生活を送っていた。そんな彼の前に精神科医のモリーが現れる。知的な彼女に一目惚れしてしまったロイは、彼女を振り向かせるために、再び立ち上がる決意をする。

## キャスト
| 役名                   | 俳優               | 日本語吹き替え | 日本語吹き替え |
| 役名                   | 俳優               | ソフト版       | フジテレビ版   |
| ---------------------- | ------------------ | -------------- | -------------- |
| ロイ・マカヴォイ       | ケビン・コスナー   | 津嘉山正種     | 原康義         |
| モリー・グリスウォルド | レネ・ルッソ       | 塩田朋子       | 田中敦子       |
| デヴィッド・シムズ     | ドン・ジョンソン   | 菅生隆之       | 石塚運昇       |
| ロミオ・ポーザー       | チーチ・マリン     | 辻親八         | 辻親八         |
| ドリーン               | リンダ・ハート     | さとうあい     | 小宮和枝       |
| アール                 | デニス・バークレイ | 宝亀克寿       |                |
| デューイ               | レックス・リン     | 中博史         |                |
| クリント               | ルー・マイヤーズ   | 小野英昭       |                |

- ソフト版吹き替え - VHS・DVD収録
- フジテレビ版吹き替え - 初回放送2000年11月4日『ゴールデン洋画劇場』

## スタッフ
- 監督 - ロン・シェルトン
- 製作 - ゲイリー・フォスター、デヴィッド・レスター
- 製作総指揮 - アーノン・ミルチャン
- 脚本 - ジョン・ノーヴィル、ロン・シェルトン
- 撮影 - ラッセル・ボイド
- 音楽 - ウィリアム・ロス

## 評価
レビュー・アグリゲーターのRotten Tomatoesでは53件のレビューで支持率は72%、平均点は6.60/10となった。Metacriticでは19件のレビューを基に加重平均値が60/100となった。